# Coelogyne acutilabium
Coelogyne acutilabium är en orkidéart som beskrevs av Eduard Ferdinand de Vogel.
Coelogyne acutilabium ingår i släktet Coelogyne och familjen orkidéer. Inga underarter finns listade i Catalogue of Life.